# Traunstein (montagna)
Il Traunstein (1.691 m s.l.m.) è una montagna delle Prealpi dell'Alta Austria nelle Alpi del Salzkammergut e dell'Alta Austria. Si trova in Alta Austria nella vicinanze del lago Traunsee, nella regione del Salzkammergut.